# Independent Music Awards
Gli Independent Music Awards (IMAs) sono un programma interazione che premia le migliori pubblicazioni in campo musicale e i migliori artisti indipendenti in più di ottanta categorie.
Gli IMAs vennero istituiti nel 1999 dal Gruppo Music Resource (MRG). Tale programma riceve richieste di adesione da artisti che non sottostanno più ad una major discografica così come anche da talenti autoprodotti o distribuiti da case indipendenti in più di 94 stati per tutti i sei continenti.

## Il processo di giudizio
Le richieste di partecipazione vengono valutate sulla base merito artistico, inclusa l'originalità, la melodia, l'esecuzione vocale, il talento musicale, la composizione e la produzione. Un gruppo di influenti artisti e veterani del campo determina le nomination e i vincitori della giuria. Tra i membri che hanno fatto parte della giuria negli anni, si annoverano Robert Smith of The Cure, Tom Waits, Gloria Gaynor,[3]Keith Richards,[4] Ann and Nancy Wilson of Heart, Judy Collins,[5] Peter Gabriel, Roger Daltrey, Keith Urban and Suzanne Vega.[2]  Tra i nomi vincitori noti si menzionano Valerie June, Killer Mike, …And You Shall Know Us by The Trail of Dead, Flying Lotus, Macy Gray, Five Finger Death Punch, Reeve Carney, Marco Benevento, Roberto Tola, Paquito D’Rivera,[6] Jake La Botz, and Pokey LaFarge.[7] ed anche alcuni degli stessi vincitori del premio come Chris Whitley, Melissa Auf der Maur, Suzanne Ciani e i The Apples in Stereo.
Alcuni premi assegnati ai vincitori delle ultime edizioni:
Edizione 2019
| Song Categories      | Winner                                        | Winning Song                            |
| Instrumental         | Cimarrón                                      | Zumbajam                                |
| Instrumental         | Roberto Tola (Vox Pop Winner)                 | Lullaby of Christmas (feat. Bill McGee) |
| Jazz Instrumental    | Ivan Diaz                                     | Write or Wrong                          |
| Jazz Instrumental    | Syreeta Thompson Trumpetlady (Vox Pop Winner) | Blow Yo Horn                            |
| Jazz with Vocals     | Lindsay Kay                                   | Lush Life                               |
| Jazz with Vocals     | Camille Thurman (Vox Pop Winner)              | The Nearness of You                     |
| Latin                | Juana Luna                                    | Vienen Como                             |
| Latin                | Omar Quezada & Manny Audico (Vox Pop Winner)  | La Cumbia Cínica                        |
| Love                 | Bleu                                          | Love You So                             |
| Love                 | The Morning Sea (Vox Pop Winner)              | Listen Love                             |
| New Age              | Jeff Oster                                    | Five Great Mountains                    |
| New Age              | Paradiso and Rasamayi (Vox Pop Winner)        | Agape's Call                            |
| Pop                  | Ella Vos                                      | White Noise                             |
| Pop                  | Mathew Edmondson (Vox Pop Winner)             | If I Wait                               |
| R&B/Soul             | Jessica Lá Rel                                | Here Comes the Sun                      |
| R&B/Soul             | A-natural (Vox Pop Winner)                    | Thirst                                  |
| Rap/Hip-Hop          | Young Rado                                    | Make Sense                              |
| Rap/Hip-Hop          | Young Rado (Vox Pop Winner)                   | Make Sense                              |
| Reggae/Ska/Dancehall | Leilani Wolfgramm                             | Live Wire                               |
| Reggae/Ska/Dancehall | Martin Zarzar (Vox Pop Winner)                | Dance Alone                             |
| Rock / Hard Rock     | Head With Wings                               | Goodbye Sky                             |
| Rock / Hard Rock     | Savannah Pope (Vox Pop Winner)                | Creature                                |
| World Traditional    | Toronto Tabla Ensemble                        | Faceoff                                 |
| World Traditional    | Milli Janatková (Vox Pop Winner)              | Buoh                                    |

Per ulteriori categorie e/o edizioni passate consultare il sito ufficiale
Edizione 2018
| Categoria Brano   | Vincitore                                                | Brano Vincente                                       |
| Instrumental      | Gustavo Ballesteros                                      | Tocata                                               |
| Instrumental      | Gustavo Ballesteros (Vox Pop Winner)                     | Tocata                                               |
| Jazz Instrumental | Frank Catalano, Jimmy Chamberlin and David Sanborn (tie) | Shakin'                                              |
| Jazz Instrumental | Brian Eisenberg Jazz Orchestra (tie)                     | Life Changes                                         |
| Jazz Instrumental | Roberto Tola (Vox Pop Winner)                            | Funky Party (feat. Bob Mintzer & Bill Sharpe)        |
| Jazz With Vocals  | Quinn Bachand's Brishen                                  | Cheyenne (Quit Your Talkin')                         |
| Jazz With Vocals  | Ararur (Vox Pop Winner)                                  | Trevas Coração                                       |
| Latin             | Delia Fischer                                            | Mercado (feat. Antonio Fischer-Band & Matias Correa) |
| Latin             | Delia Fischer (Vox Pop Winner)                           | Mercado (feat. Antonio Fischer-Band & Matias Correa) |
| Love              | Carolina Calvache                                        | La Última Vez (feat. Camila Meza)                    |
| Love              | Olivia Frances (Vox Pop Winner)                          | Moon to My Sun                                       |
| New Age           | Lenka Lichtenberg                                        | Dobrú noc, má milá                                   |
| New Age           | Dyan Garris (Vox Pop Winner)                             | Mystic Sea (feat. Scott Schaefer)                    |
| Pop               | Taylor Grey                                              | Miami (feat. Spencer Kane)                           |
| Pop               | Ezla (Vox Pop Winner)                                    | Outcasts                                             |
| R&B/Soul          | Beth                                                     | Free                                                 |
| R&B/Soul          | Celso Salim Band (Vox Pop Winner)                        | Mama's Home Town                                     |
| Rap/Hip-Hop       | Amiss O.mega                                             | Diva Look (feat. Snoop Dogg)                         |
| Rap/Hip-Hop       | Talya La Lia (Vox Pop Winner)                            | -Drowning-                                           |
| Rock/Hard Rock    | Reeve Carney                                             | Resurrection                                         |
| Rock/Hard Rock    | The Relationship (Vox Pop Winner)                        | Break Me Open                                        |
| World Traditional | Magín Díaz                                               | Me Amarás (feat. Monsieur Periné)                    |
| World Traditional | Magín Díaz (Vox Pop Winner)                              | Me Amarás (feat. Monsieur Periné)                    |

Per ulteriori categorie e/o edizioni passate consultare il sito ufficiale

### Categorie
I premi degli IMA sono suddivisi per generi di canzoni, album e EP, ma vi sono anche quelli destinati ai videoclip musicali (corti o lunghi), produttori e progetti grafici (packaging, copertine, fotografia di esecuzioni dal vivo o promozionale, poster, siti web e merchandising).

### Vox Populi
La cosiddetta votazione Independent Music Awards Vox Populi (letteralmente "la voce del popolo") fu aggiunta durante la sesta edizione degli IMA per esortare i fan a fare la differenza all'interno della carriera di un artista indipendente. Ogni anno, decine di migliaia di persone da tutto il mondo votano il loro artista preferito agli IMA. Il giudizio del pubblico, che solitamente differisce da quello dei giudici, rispecchia le preferenze di ascolto e vendita da parte del pubblico sulle maggiori piattaforme musicali in tutto il mondo.